# Personatge davant el sol
Personatge davant el sol és un quadre realitzat per Joan Miró el 1968 que actualment forma part de la col·lecció permanent de la Fundació Joan Miró a Barcelona, amb el número de registre FJM 4700. Va ser una donació de l'artista a la Fundació.

## Descripció
L'obra és un exemple de la gestualitat controlada que caracteritza les pintures de Miró a final dels anys seixanta. El color blanc serveix de suport als altres, però no hi ha cap zona on no vagi acompanyat d'alguna nota cromàtica o d'algun signe. El negre, fet d'un sol traç i sense gaire cura dels límits, defineix el contorn del personatge i dibuixa una rotllana al seu costat, tot deixant un serrell de regalims. La incorporació dels altres colors té molt en compte les divisions i les zones lliures. Al dors té una inscripció: MIRÓ. 26/I/68 / PERSONNAGE / DEVANT LE / SOLEIL.

## Llista d'exposicions
- Miró. Saint-Paul de Vence: Fondation Maeght, 23 juliol-30 setembre 1968
- Joan Miró. Múnic: Haus der Kunst, 15 març-11 maig 1969
- Fundació Joan Miró. Centre d'Estudis d'Art Contemporani: Exposició d'obertura. 10 juny 1975. Barcelona: Fundació Joan Miró, 1975
- Joan Miró: Pintura. Madrid: Museo Español de Arte Contemporáneo, 4 maig-23 juliol 1978
- Joan Miró: Pittura. Florència: Orsanmichele, 26 maig-30 setembre 1979
- Joan Miro: Exposición antológica: 100 obras de 1914 a 1980. Mèxic, D.F.: Museo de Arte Moderno, maig-agost 1980
- Miró: Una realidad, un arte. Caracas: Museo de Bellas Artes de Caracas, 7 setembre-9 novembre 1980
- Miró. Ferrara: Gallerie Civiche d'Arte Moderna. Palazzo dei Diamanti, 16 març-15 juny 1985
- Miró. Venècia: Circolo Artistico Palazzo delle Prigioni Vecchie, 6 juliol-15 setembre 1985
- Joan Miró. Montpeller: Musée Fabre, 26 setembre-20 octubre 1985
- Joan Miró: 1983-1993. Barcelona: Fundació Joan Miró, 20 abril-30 agost 1993